# Gisulf II de Benevento

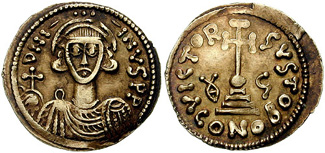
Solidus de Gisulf II

Gisulf II (muerto entre el 749 y el 753) fue el tercer y último duque de Benevento antes de la caída del reino lombardo. Gobernó desde el año 743, cuando el rey Liutprando vino y retiró a Godescalco de Benevento, hasta su muerte diez años después.
Gisulf fue hijo de Romualdo II de Benevento y Gumperga, hija de Aurona, hermana de Liutprando. Como pariente del rey, fue apoyado por el poder real, pero al ser menor de edad cuando murió su padre, Audelais de Benevento logró usurpar el ducado. Liutprando retiró a Audelais y, colocando a otro sobrino, Gregorio de Benevento en el trono, se llevó a Gisulf de vuelta consigo para que creciera en el palacio real de Pavía. 
En el año 744, Gisulf hizo una donación de tierras a la abadía de Montecassino la cual se convertiría en la base de la Terra Sancti Benedicti. 
Las gentes del Benevento (o Samnitas) permanecieron fieles a Gisulf y la dinastía de su padre sin embargo cuando, tras la muerte de Gregorio, Godescalc usurpó el trono ducal, la gente se alzó y le asesinó, permitiendo que Liutprando colocara al ya adulto Gisulf en el poder.